# Halowe Mistrzostwa Świata w Lekkoatletyce 2025 – skok o tyczce mężczyzn
Skok o tyczce mężczyzn – jedna z konkurencji technicznych rozgrywanych podczas halowych lekkoatletycznych mistrzostw świata w Nanjing’s Cube w Nankinie.
Tytuł mistrzowski z 2024 obronił Armand Duplantis.

## Terminarz
Źródło: worldathletics.org.
| Data     | Godzina |       |
| -------- | ------- | ----- |
| 22 marca | 18:34   | Finał |

## Rekordy
W poniższej tabeli przedstawiono (według stanu przed rozpoczęciem mistrzostw) rekord świata, rekord halowych mistrzostw świata, rekordy kontynentów oraz najlepszy wynik na listach światowych w 2025.
|                                   | Zawodnik           | Wynik | Miejsce          | Data                  |
| --------------------------------- | ------------------ | ----- | ---------------- | --------------------- |
| Rekord świata                     | Armand Duplantis   | 6,27  | Clermont-Ferrand | 28 lutego 2025(dts)   |
| Rekord halowych mistrzostw świata | Armand Duplantis   | 6,20  | Belgrad          | 20 marca 2022(dts)    |
| Rekord Afryki                     | Okkert Brits       | 6,03  | Kolonia          | 18 sierpnia 1995(dts) |
| Rekord Ameryki Południowej        | Thiago Braz        | 6,03  | Rio de Janeiro   | 15 sierpnia 2016(dts) |
| Rekord Ameryki Północnej          | KC Lightfoot       | 6,07  | Nashville        | 2 czerwca 2023(dts)   |
| Rekord Australii i Oceanii        | Steve Hooker       | 6,06  | Boston           | 7 lutego 2009(dts)    |
| Rekord Azji                       | Ernest John Obiena | 6,00  | Bergen           | 10 czerwca 2023(dts)  |
| Rekord Azji                       | Ernest John Obiena | 6,00  | Budapeszt        | 26 sierpnia 2023(dts) |
| Rekord Europy                     | Armand Duplantis   | 6,27  | Clermont-Ferrand | 28 lutego 2025(dts)   |
| Listy światowe                    | Armand Duplantis   | 6,27  | Clermont-Ferrand | 28 lutego 2025(dts)   |

## Listy światowe
Poniższa tabela przedstawia najlepsze wyniki na świecie uzyskane w sezonie 2025 przed rozpoczęciem mistrzostw.
Źródło: worldathletics.org.
| Poz. | Zawodnik           | Reprezentacja     | Wynik | Data                | Miejsce          |
| ---- | ------------------ | ----------------- | ----- | ------------------- | ---------------- |
| 1.   | Armand Duplantis   | Szwecja           | 6,27  | 28 lutego(dts) br   | Clermont-Ferrand |
| 2.   | Emanuil Karalis    | Grecja            | 6,02  | 28 lutego(dts) br   | Clermont-Ferrand |
| 3.   | Christopher Nilsen | Stany Zjednoczone | 6,01  | 31 stycznia(dts) br | Caen             |
| 4.   | Baptiste Thiery    | Francja           | 5,91  | 28 lutego(dts) br   | Clermont-Ferrand |
| 4.   | Kurtis Marschall   | Australia         | 5,91  | 28 lutego(dts) br   | Clermont-Ferrand |
| 4.   | Renaud Lavillenie  | Francja           | 5,91  | 28 lutego(dts) br   | Clermont-Ferrand |
| 4.   | Thibaut Collet     | Francja           | 5,91  | 28 lutego(dts) br   | Clermont-Ferrand |
| 8.   | Ersu Şaşma         | Turcja            | 5,90  | 13 lutego(dts) br   | Liévin           |
| 8.   | Menno Vloon        | Holandia          | 5,90  | 9 marca(dts) br     | Apeldoorn        |
| 8.   | Sondre Guttormsen  | Norwegia          | 5,90  | 9 marca(dts) br     | Apeldoorn        |
| 8.   | Sam Kendricks      | Stany Zjednoczone | 5,90  | 13 marca(dts) br    | Uppsala          |

Pogrubioną czcionką oznaczono zawodników, którzy wzięli udział w mistrzostwach.

## Wyniki

### Finał
Źródło: worldathletics.org.
| Pozycja | Zawodnik             | Reprezentacja     | 5,50 | 5,70 | 5,80 | 5,90 | 5,95 | 6,00 | 6,05 | 6,10 | 6,15 | Wynik | Uwagi |
| ------- | -------------------- | ----------------- | ---- | ---- | ---- | ---- | ---- | ---- | ---- | ---- | ---- | ----- | ----- |
| 01 !    | Armand Duplantis     | Szwecja           | –    | o    | –    | o    | –    | o    | o    | xo   | o    | 6,15  |       |
| 02 !    | Emanuil Karalis      | Grecja            | –    | o    | o    | o    | o    | –    | o    | xx-  | x    | 6,05  | NR    |
| 03 !    | Sam Kendricks        | Stany Zjednoczone | o    | o    | o    | o    | xx-  | x    |      |      |      | 5,90  | =     |
| 4.      | Menno Vloon          | Holandia          | o    | xo   | o    | x-   | xx   |      |      |      |      | 5,80  |       |
| 5.      | Kurtis Marschall     | Australia         | o    | o    | xxo  | x-   | xx   |      |      |      |      | 5,80  |       |
| 6.      | Ersu Şaşma           | Turcja            | o    | xo   | xxo  | x-   | xx   |      |      |      |      | 5,80  |       |
| 7.      | Sondre Guttormsen    | Norwegia          | o    | xo   | xxx  |      |      |      |      |      |      | 5,70  |       |
| 8.      | Valters Kreišs       | Łotwa             | o    | xxx  |      |      |      |      |      |      |      | 5,50  |       |
| 8.      | Li Chenyang          | Chiny             | o    | xxx  |      |      |      |      |      |      |      | 5,50  |       |
| 8.      | Bo Kanda Lita Baehre | Niemcy            | o    | xxx  |      |      |      |      |      |      |      | 5,50  |       |
| 11.     | Thibaut Collet       | Francja           | xo   | xxx  |      |      |      |      |      |      |      | 5,50  |       |
| 12 !    | Baptiste Thiery      | Francja           | xxx  |      |      |      |      |      |      |      |      | NM    |       |